# Clube de Jazz e Bossa
Clube de Jazz e Bossa foi uma agremiação musical do Rio de Janeiro, dedicada à realização de jam sessions e à divulgação de artistas de jazz, fundada em 1965.

## Histórico
Ricardo Cravo Albin apresentou de 1963 a 1965, na Rádio Roquette-Pinto o programa "Jazz: música do século XX", para o qual sempre colaborava Jorge Guinle quando, junto a outros amigos jazzófilos, resolveram criar o Clube.
Com jam sessions  todas as semanas, acabou por revelar alguns músicos, além de homenagear outros tantos, como foi o caso de Pixinguinha, a quem concederam a honraria da "Comenda Ordem da Bossa" da entidade. A experiência durou até 1967.
As reuniões ocorriam na boate "K-Samba".

## Fundadores
Além de Albin e Guinle, que foi o presidente, participaram da fundação Ary Vasconcelos, Sérgio Porto, Vinicius de Moraes, Tom Jobim, Everardo Castro, Robert Celerier, Luiz Orlando Carneiro e outros.